# خور فورث

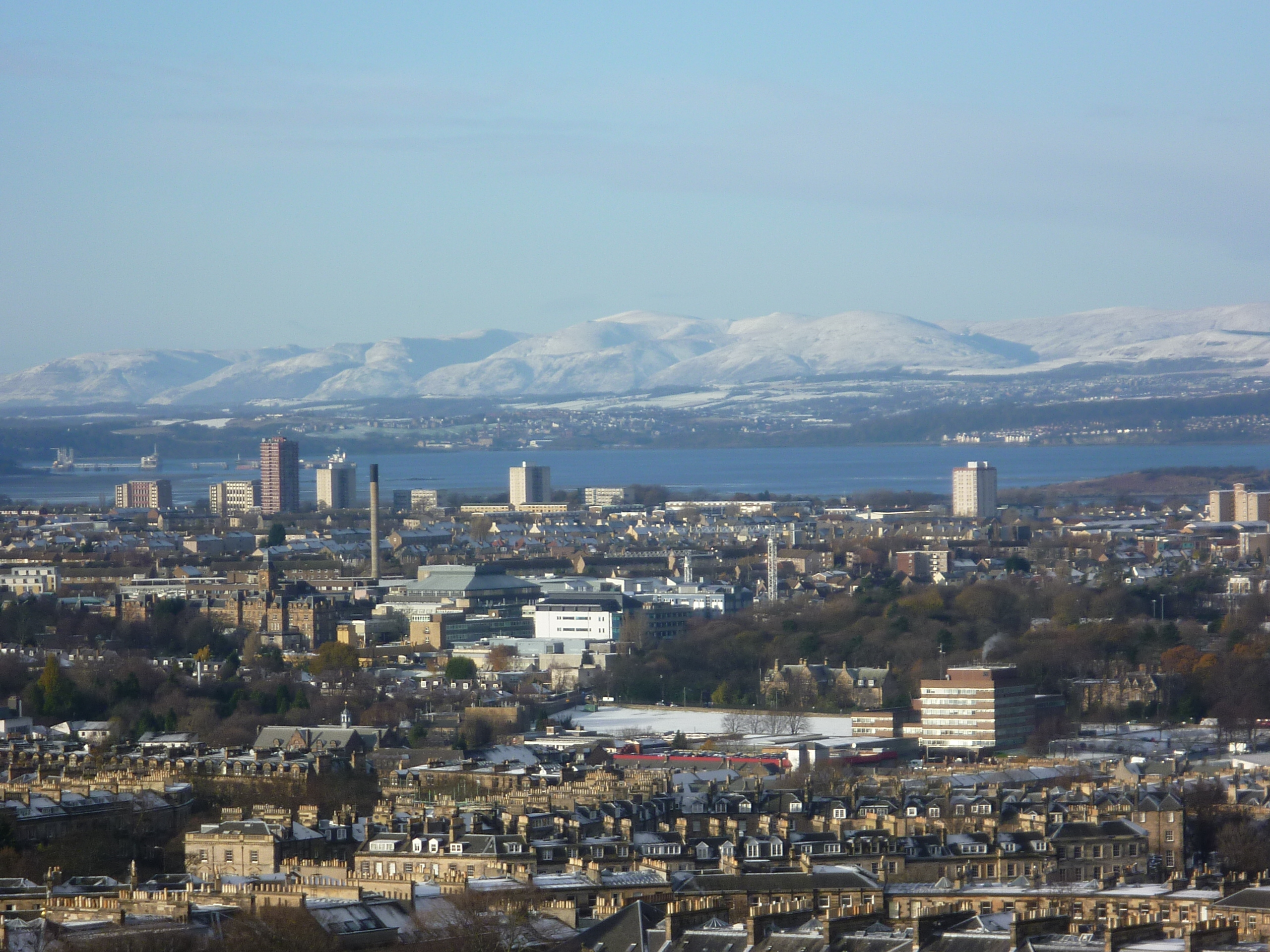
خور فورث من قلعة إدنبرة

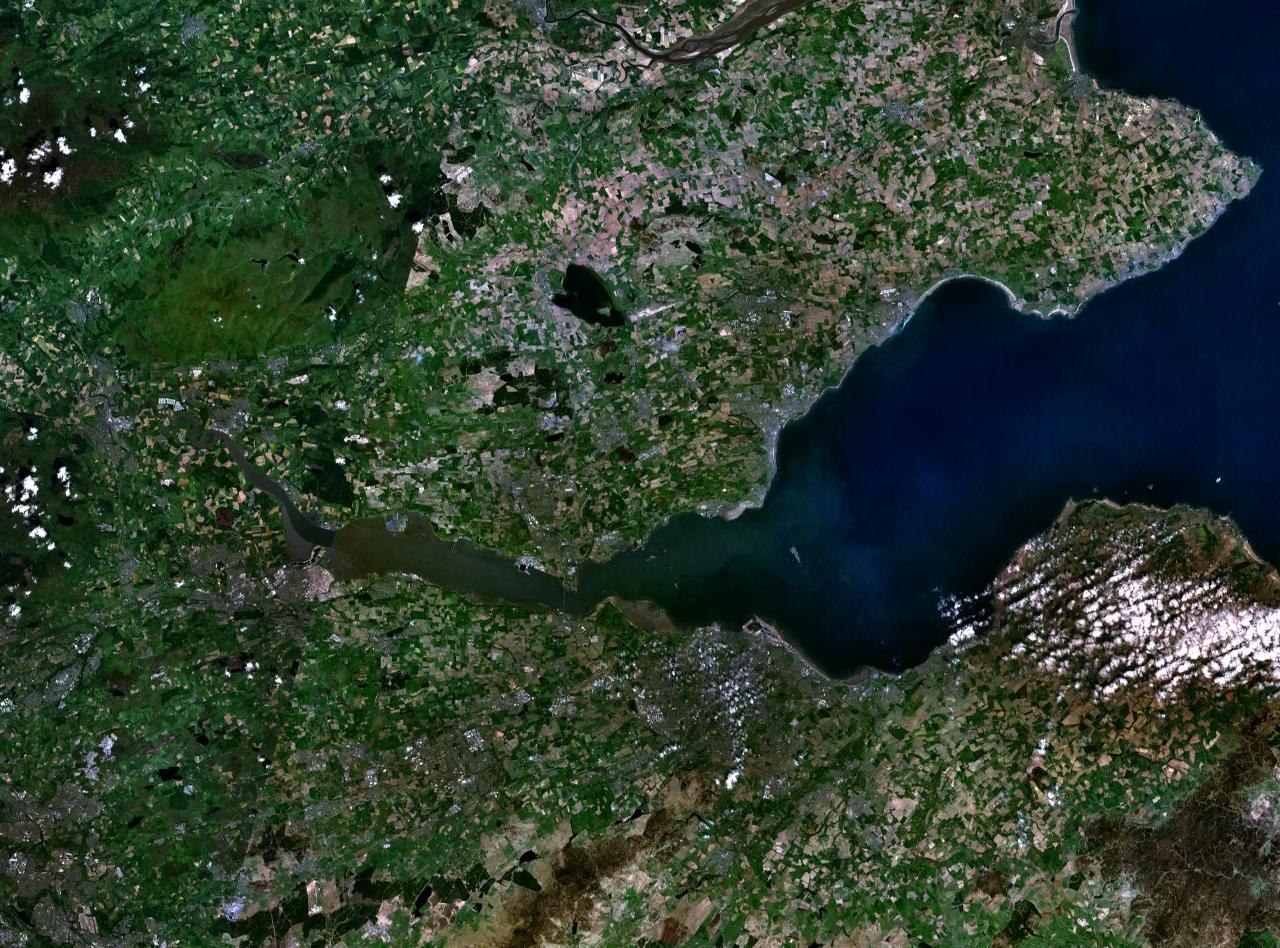
صورة فضائية لخور فورث والمنطقة المحيطة به

خور فورث أو مصب نهر فورث هو خور نهر فورث الاسكتلندي الذي يصب في بحر الشمال، وتحده من الشمال مقاطعة فايف، ومن الجنوب لوثيان الغربية ومدينة إدنبرة ولوثيان الشرقية. كان خور فورث في العصر الروماني معروفاً باسم «Bodotria».

## الجغرافيا
جيولوجياً، خور فورث هو خلل تكوّن بوساطة مثلجة نهر فورث (نهر جليدي) في العصر الجليدي الأخير.
يعد خور فورث مهماً للمحافظة على الطبيعة، كما يعد موقعاً ذا أهمية علمية خاصة، فهو يضم مجموعة من الجزر التي تعد مناطق حماية خاصة، فهي تستضيف أكثر من 90,000 من الطيور البحرية المتكاثرة كل عام، كما أن هناك مرصد للطيور في جزيرة مايو إحدى جزر خور فورث. تقطع الخور خمسة جسور في منطقتين إثنتين، ويُعَد كل من جسر فورث و جسر فورث رود و معبر كوينزفيري من أهم تلك الجسور.

## المصدر
خور فورث